# Veliki Krčimir
Veliki Krčimir (cyr. Велики Крчимир) – wieś w Serbii, w okręgu niszawskim, w gminie Gadžin Han. W 2011 roku liczyła 335 mieszkańców.